# Det britiske Ostindiske kompagni
|  | Denne artikel handler om det britiske Ostindiske Kompagni. For andre Ostindiske Kompagnier, se Ostindisk Kompagni (flertydig) |
Det britiske Ostindiske kompagni (British East India Company) var et selskab stiftet 31. december 1600 ved kongelig koncession af dronning Elisabeth I. I de næste 250 år blev selskabet et af verdens mægtigste foretagender.
Selskabets virksomhed var hovedsageligt rettet mod Indien, hvor det tilegnede sig forvaltningsmæssige og militære opgaver.
Endnu før hollænderne havde begyndt deres regelmæssige farter til de indiske lande, havde engelske pionerer søgt derhen, uden at det dog var lykkedes dem at etablere en fast forbindelse. Men hollændernes eksempel vakte engelsk kappelyst. 1599 tegnedes i London — første gang i det moderne aktieselskabs form — en kapital på 30.000 £ for at grundlægge et engelsk østasiatisk kompagni. For det udfærdigedes der 31. december 1600 et kongeligt fribrev, der sikrede det udstrakte rettigheder. Kapitalen var imens nået op på 69.000 £. Det var dog kun 1/8 af den sum, hvormed hollænderne kort efter begyndte deres store kompagni. Selskabets officielle navn blev The Governor and Company of Merchants of London trading into the East Indies. Indtil 1612 blev der udsendt ni små flåder, udrustet særskilt og på egen risiko. I 1612 blev kapitalen fast og øget til 400.000 £. Nu kom der mere fart i foretagenet. Inden 1615 var der anlagt faktorier mange steder, og handelen navnlig med bomuldsstoffer blomstrede, mens krigerske foretagender endnu stod i anden række. I 1635 stiftedes et konkurrerende selskab, der efter mange stridigheder 1649 sammensmeltedes med det ældre ostindiske kompagni. Det havde imidlertid fået mange andre vanskeligheder at kæmpe med både hjemme og ude og søgte uden held at opnå støtte. I 1657 satte det sine privilegier til offentlig auktion for at henlede opmærksomheden på dets anliggender. Som resultat heraf kom endnu samme år en reorganisation på grundlag af en nytegnet kapital på 740.000 £ og tilståelse af yderligere udvidede privilegier fra Karl II. Forretningerne tog nu et glimrende opsving, og aktiernes kurs var 1676 kommet op i 250 à 300 %. Misundelsen vågnede.
Konkurrenter, navnlig Turkey Company, beklagede sig over østasiatisk kompagnis import af indiske tekstilvarer, andre besværede sig over, at dets aktiver efterhånden var samlede på forholdsvis få hænder, endelig fandt hofpartiet, at kompagniet var et Whig-foretagende. Angrebene til trods fik det 1683 sine privilegier fornyet, hvad der navnlig skyldtes den behændighed, hvormed India House's leder, sir Josuah Child forstod at manøvrere, og den ledsagede han af fyrstelige gaver. Striden fortsattes imidlertid, og den »indiske« handels frigivelse krævedes med stigende tryk. Truet af et nyt kapitalstærkt selskabs konkurrence måtte kompagniet i 1693 med store stikpenge tilkøbe sig en ny forlængelse af sit fribrev. Uden at ænse det gav parlamentet året efter handelen på Indien i princippet fri, og for at udnytte den ny situation opstod der 1698 et stort selskab, General Society. Dets driftskapital var 2 mio. £, hvortil det stillede andre 2 mio. £ til regeringens disposition som lån til 8 % for der igennem at vinde den for sig. Den således etablerede kamptilstand mellem to rivaliserende kompagnier viste sig selvfølgelig meget skadelig, og der opstod et almindeligt ønske om at få det tidligere monopol genindført. Forhandlingerne herom førte til, at de to selskaber i 1702 blev slåede sammen til det reorganiserede United Company of Merchants of England trading to the East Indies, der dog almindeligvis fremdeles som tidligere blev kaldt East India Co. 1708 fik dette alle de gamle rettigheder tilbage mod at forstrække regeringen med yderligere 1,2 mio. £ som rentefrit lån. Dens interesser blev herved knyttede til kompagniet med stærke bånd, hvorfor det herefter ikke blev vanskeligt at få privilegierne forlænget.
Endnu, mens man i hjemlandet stredes om ostasiatisk kompagnis eksistensberettigelse, lagde det i Østen grundvolden for sit kolonialrige. Allerede i 1669 havde det af Kronen fået overladt byen Bombay, og i 1698 fik det sit første territorium i den landstrimmel ved Hugli-floden, hvor landsbyen Kolakata (dengang Calcutta) snart skulle udvikle sig til et magtcentrum. Det varede imidlertid endnu et godt stykke ind i det nye århundrede, før erobringspolitikken blev forfulgt med energi og planmæssighed, ofte med vekslende held. De indbyrdes stridende indfødte fyrster beredte ikke kompagniet store vanskeligheder. Ganske anderledes farlige blev franskmændene, der ved århundredets midte havde stor fremgang i Indien under de to tapre og glimrende førere, Dupleix og La Bourdonnais, som hver på sin kant trængte så hårdt ind på de engelske rivaler, at kompagniet i 1753 så sig tvunget til at bede om bistand fra hjemlandet. Imidlertid indtrådte der en vending i de indiske Forhold: franskmændene havde fundet deres jævnbyrdige modstander i oberst Clive, som mere end nogen anden af det indiske kaos skabte det britisk-ostindiske vælde. Denne militærpolitik endte altså med store resultater, men den var ingenlunde til fremme for kompagniets kommercielle interesser. Tiden mellem 1720 og 1770 udviste derfor stærkt synkende dividender trods øget omsætning.
I 1773 oprettedes ved den såkaldte Regulating Act en af en generalguvernør ledet centralregering i Kolkata for de britiske besiddelser i Indien. Hermed begynder et nyt afsnit i ostasiatisk kompagnis historie, idet det fra nu af kom under statens kontrol, om end dets ydre uafhængighed fremdeles blev uantastet. Århundredets sidste menneskealder bragte på ny kompagniets forretninger i vejret, idet Europas teforbrug steg stærkt. Men også i dette ostasiatiske kompagni indsneg der sig i denne tid megen korruption og grove misbrug. Funktionærernes grusomhed mod de indfødte fremkaldte oprørske bevægelser blandt disse, og franskmændene pustede til Ilden. En rejsning fremkaldtes af den muhamedanske usurpator i Mysore Hyder Ali. Endnu farligere blev hans søn Tippu Sahib, som først efter mange og blodige kampe blev besejret og tvunget til afståelse af sit halve rige i 1791. Englændernes førere i disse krige var Warren Hastings, Indiens første generalguvernør (1773—1785), og hans efterfølger lord Cornwallis (1786—1793), der indførte gennemgribende reformer i Indiens civile administration. Da Tippu Sahib indlod sig i en ny krig med englænderne (1796—1799), endte det med, at han mistede resten af sit rige og livet. 1801 måtte nabob’en af Karnatik afstå sit land, og 1804 erobredes en stor del af mahratjaernes rige. Den britiske magtudvidelse på halvøen lod sig ikke længere standse; den blev en militærpolitisk nødvendighed. Men den krævede store ofre af blod og penge. Intet under derfor, at kompagniets handel forkrøbledes under byrderne, og at monopolet søgtes begrænset. Allerede 1793 blev eksporten til Indien helt frigivet. Til dette ydre slag for kompagniet kom indre svækkelse. Dets kapital, ved århundredskiftet stor 6 mio. £., var utilstrækkelig og umulig at få udvidet. Kompagniet var da begyndt at låne, og 1809 var gælden oppe i 31 mio. £.
I 1814 blev også udførselshandelen fra Indien givet fri, og dermed var kompagniets skæbne som merkantilt foretagende beseglet. I 1833 blev det kompagniet lige frem forbudt at drive handel. Det var reduceret til at forvalte sine besiddelser, en ret, der blev tilstået det indtil den 30. april 1854. Endnu året før havde regeringen tiltaget sig at øve den bestemmende indflydelse inden for dets direktion. Hermed var den sidste rest af selvbestemmelsesret ophævet, og da det store Sepoys-oprør udbrød 1857, medførte dette med nødvendighed, at staten måtte overtage Indiens forvaltning i dens helhed, og den 2. august 1858 ophørte det ostasiatiske kompagni at være til.
Dets historiske betydning er navnlig af politisk art. Den beror på, at kompagniet til trods for, at dets merkantile interesser herved blev satte på spil, ikke veg tilbage for at optage kampen om Indien. Derved blev det en vigtig faktor i britisk statssystem og politik. Da sluttelig dets kræfter ikke længere strakte til for at mestre den kolossale opgave, blev den engelske nations interesser ikke derved kompromitterede, thi moderlandet havde da vokset sig så stærkt, at det uden fare kunne tage den store arv i besiddelse som en moden frugt, der faldt i dets skød.